# Lusitania (Provinz)

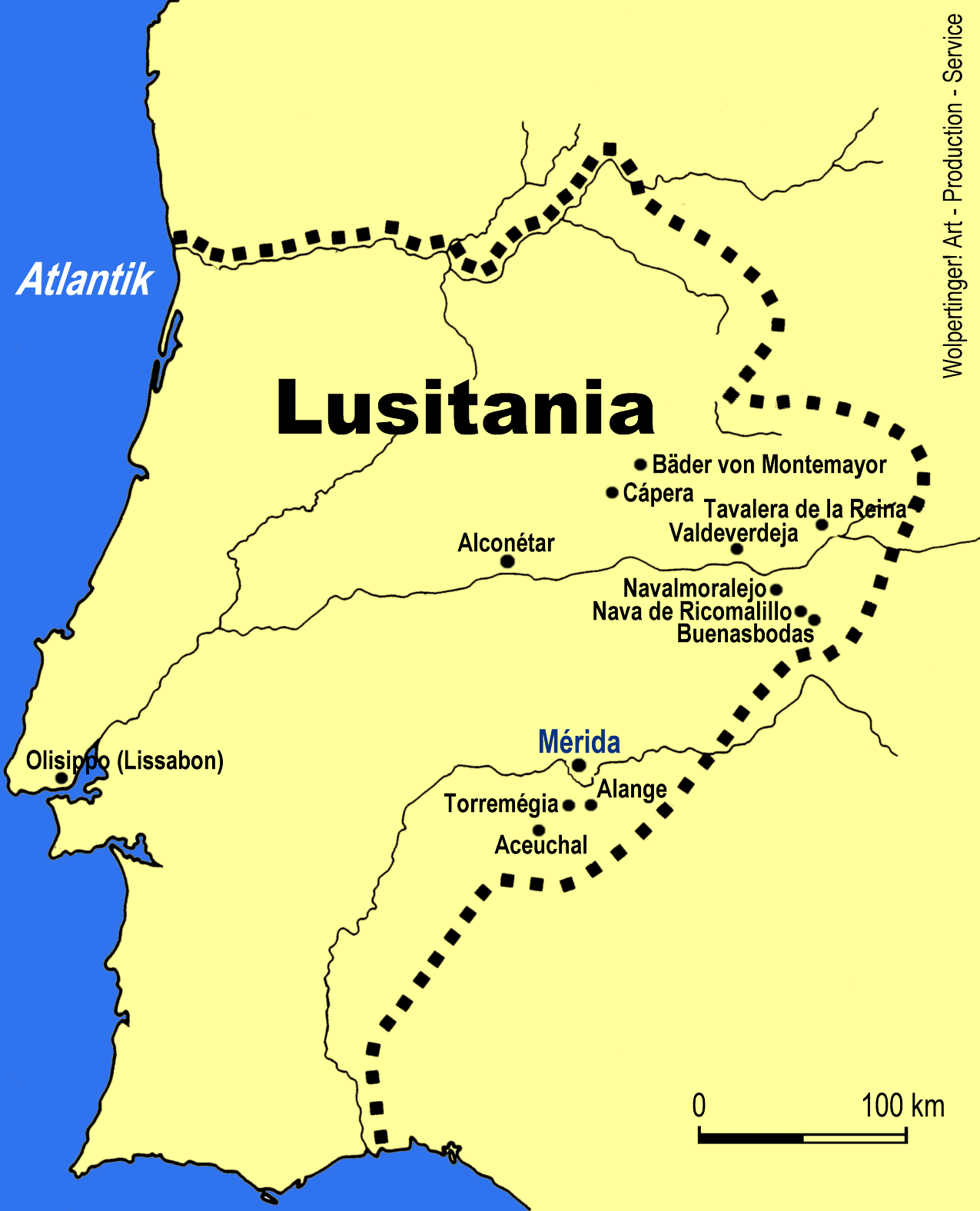
Die römische Provinz Lusitania

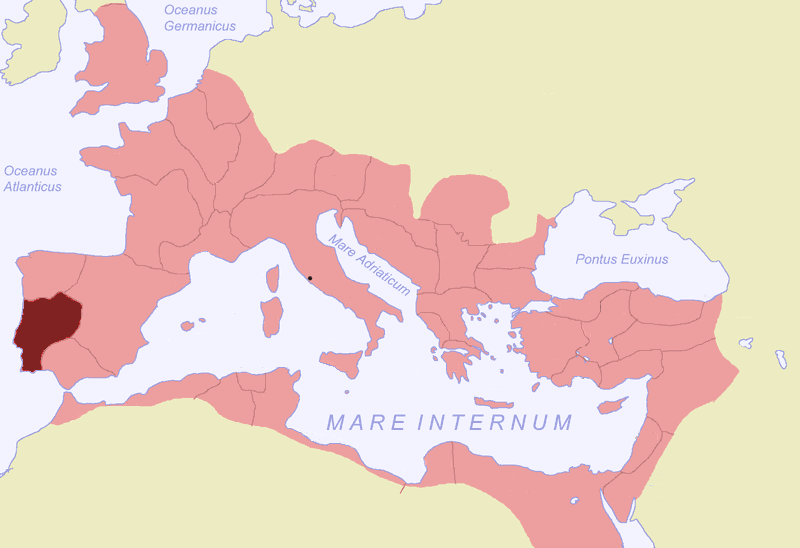
Lage der Provinz Lusitania im Römischen Reich

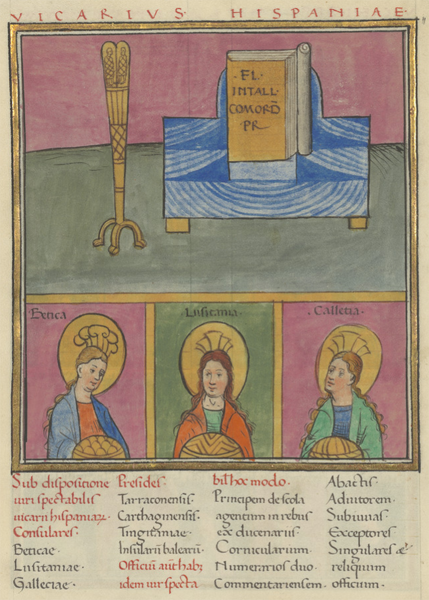
Notitia Dignitatum: Kapitelseite des Vicarius Hispaniae, sie zeigt die Personifikationen von drei hispanischen Provinzen: Baetica, Lusitania und Gallaecia. Sie sind mit Mauerkronen auf dem Haupt dargestellt; durch die Körbe wird ihre Steuerpflicht symbolisiert. Dem Vicarius unterstand, ebenso wie dem Proconsul in Africa, die Gerichtsbarkeit, worauf die abgebildeten Schreibutensilien hinweisen.

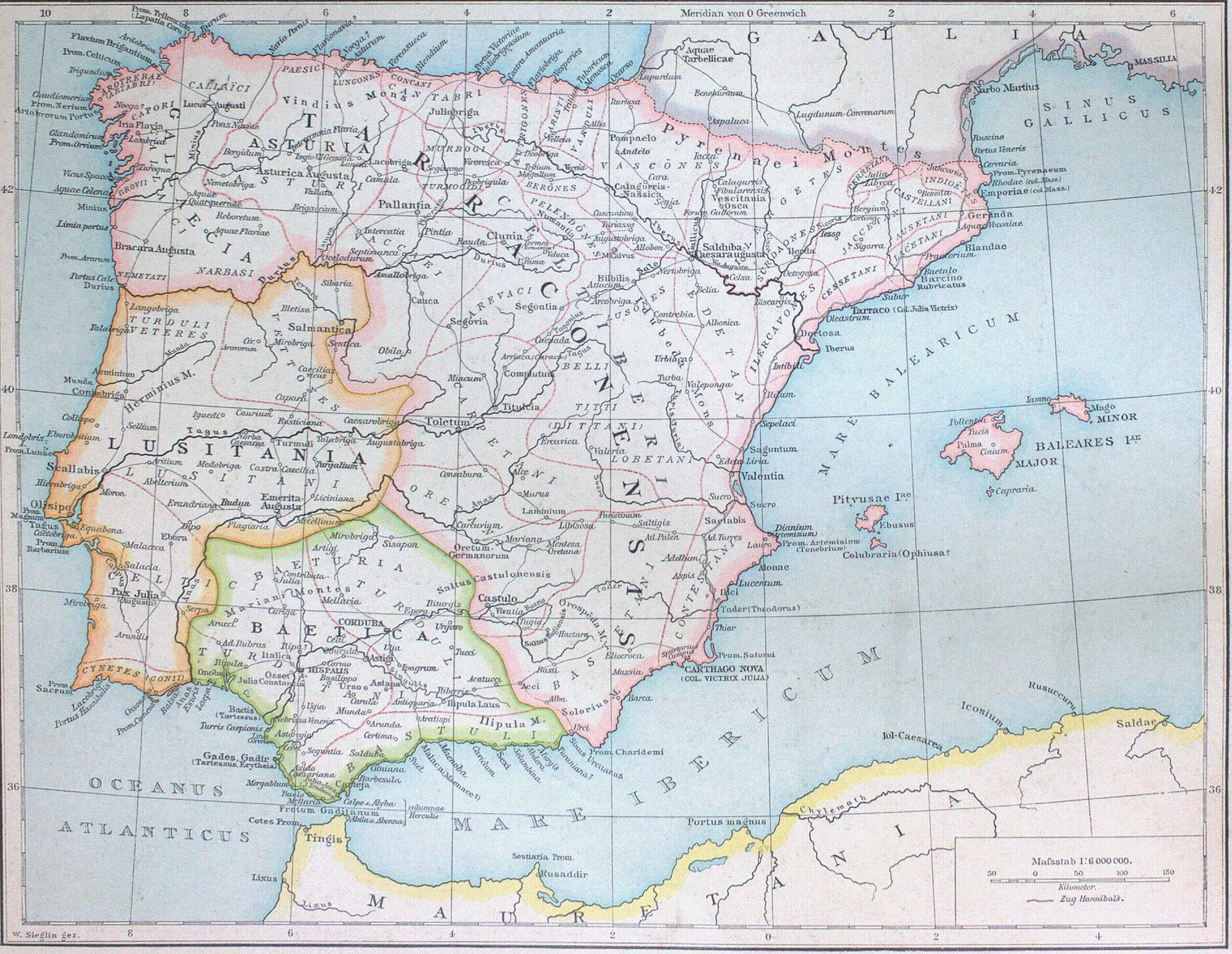
Karte der Lusitania

Lusitania war eine römische Provinz der Kaiserzeit. Sie umfasste ungefähr das heutige Portugal bis hinauf zum Douro sowie Teile des westlichen Spaniens, insbesondere die Extremadura und die heutige Provinz Salamanca.

## Name
Benannt wurde die Region nach den dort lebenden indogermanischen Lusitanern, einer Gruppe von vorkeltischen Völkern. Die Etymologie des Namens dieses Volkes ist unklar. Der Name könnte keltischer Abstammung sein: Lus und tanus, „Stamm von Lusus“.

## Römische Provinz
Ursprünglich bewohnten die Lusitaner das Gebiet zwischen dem Tejo und dem Douro (Zentralportugal), im 2. Jahrhundert dehnten sie ihr Siedlungsgebiet nach Südportugal aus. In der republikanischen Zeit gehörte Lusitanien, soweit es damals schon von den Römern beherrscht wurde, zur Provinz Hispania ulterior, die den Süden und Westen der Iberischen Halbinsel umfasste. Erst Caesar hat die Eingliederung dieser Region ins Römische Reich zum Abschluss gebracht.
Durch die Provinzreform unter Kaiser Augustus wurde die Hispania ulterior in zwei Teile aufgeteilt, Hispania Baetica (Südosten) und Lusitania (Nordwesten), wobei die Grenze ungefähr entlang dem Fluss Anas (heute Guadiana) verlief. Im Norden und Osten grenzte die Lusitania an die sehr große Provinz Hispania citerior. Diese Grenze verlief im Norden entlang dem Unterlauf des Douro; im Osten gehörten zur Lusitania noch die Gebiete der Städte Salamantica (Salamanca), Caliabria (Ciudad Rodrigo), Caurium (Coria), Norba Caesarina (Cáceres), Capera (Cáparra) und Caesarobriga (Talavera de la Reina). Die neue Provinzeinteilung des Kaisers Diokletian im späten 3. Jahrhundert hat an der geographischen Ausdehnung der Lusitania anscheinend nichts geändert.
Hauptstadt der Provinz Lusitania war Emerita Augusta (heute Mérida), eine von Augustus gegründete Veteranenkolonie. Die Lusitania war eine kaiserliche Provinz und unterstand einem Statthalter prätorischen Ranges, während die Baetica zu den senatorischen Provinzen gehörte. Die Lusitania hatte drei Gerichtsbezirke: Emerita Augusta (Mérida), Pax Augusta (Beja) und Scallabis (Santarém).
Die wirtschaftliche Bedeutung der Provinz Lusitania lag unter anderem in ihren Metallvorkommen, darunter Gold in den Flüssen sowie Kupfer und Silber.

## Nach der Römerzeit
Auch nach dem Ende der Römerzeit behielt das Gebiet den Namen Lusitania. Erst mit der Gründung der Grafschaft von Portucale unter dem Haus Burgund und deren Ausdehnung im Zuge der Reconquista im 11. und 12. Jahrhundert setzte sich der Name Portugal durch. Unter Rückgriff auf den antiken Namen wollte zu Beginn des 19. Jahrhunderts der französische Kaiser Napoleon im Norden Portugals ein Königreich Nord-Lusitanien errichten.
Heute wird der Begriff Lusitanien (Adjektiv lusitanisch) als Synonym für Portugal gebraucht, vgl. hierzu Lusitanistik und Lusitanismus. Zudem wurde die RMS Lusitania bekannt durch Atlantiküberquerungen in Rekordzeit (Blaues Band) und ihre Versenkung 1915.